# Mroczna Wieża VI: Pieśń Susannah
Pieśń Susannah (ang. Song of Susannah) – szósty tom ośmioczęściowego cyklu powieści Stephena Kinga, opublikowany przez wydawnictwo Donald M. Grant w 2004 roku.
Inspiracją dla serii był poemat Roberta Browninga Sir Roland pod Mroczną Wieżą stanął.

## Wydanie polskie
Powieść tę wydawano w Polsce czterokrotnie. Pierwsze polskie wydanie ukazało się w 2005 roku nakładem wydawnictwa Albatros; liczyło 464 stron (ISBN 83-7359-216-4). To samo wydawnictwo wznowiło książkę w 2008; także liczyło 484 strony (ISBN 978-83-7359-602-3). Na styczeń 2012 roku planowane jest kolejne wznowienie powieści. . Wydawnictwo przygotowane przez Świat Książki ukazało się w 2005 roku, licząc 463 strony (ISBN 83-247-0089-7). Autorem przekładu do wszystkich wyżej wymienionych wydań jest Krzysztof Sokołowski.